# 格羅茲奧沃
49°18′40″N 22°48′38″E / 49.31111°N 22.81056°E
格羅茲奧沃（烏克蘭語：Грозьово），是烏克蘭西部的村莊，隸屬利維夫州的桑比爾區。該村始建於1492年，面積1.31平方公里，海拔高度564米，2001年人口690，人口密度每平方公里527.12人。